# Lemóvios

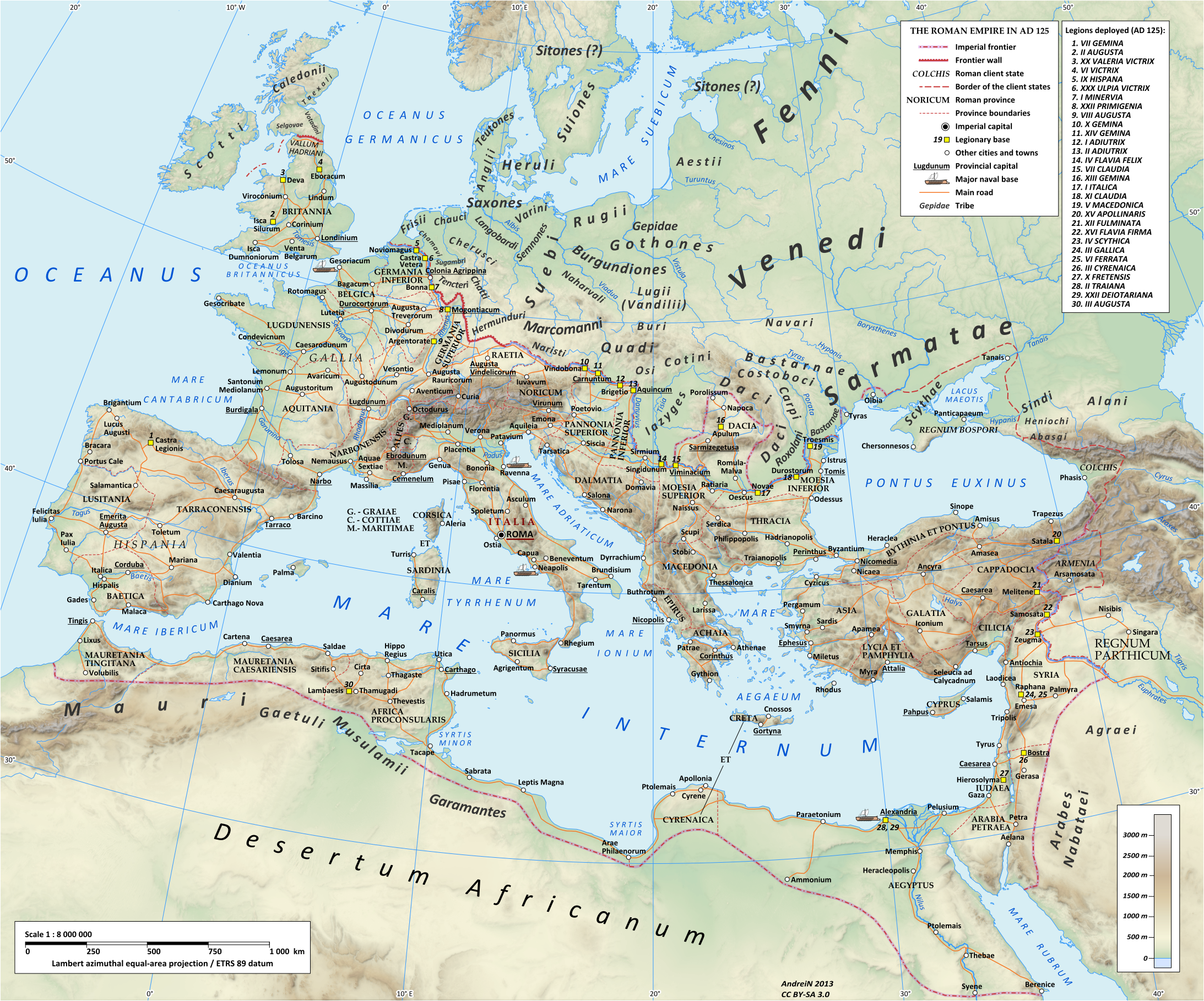
Mapa do Império Romano, indicativo das tribos que habitavam a Europa, no ano de 125, mostrando a localização dos Rúgios, que habitavam próximos aos Lemovianos.

Os Lemóvios (também chamados de Lemoviis e (em alemão) Lemovier) formavam uma tribo germânica, descrita por Tácito, no final do primeiro século. Segundo as observações de Tácito, eles viviam perto dos Rúgios e dos Godos e que usavam espadas curtas e escudos redondos. 

## Dados históricos
A cultura Oxhoft está associada com ambos os povos germânicos: Rúgios e Lemóvios. Além disso, o grupo Plöwen (em alemão: Plöwener Gruppe) da região do Uecker-Randow está associado com os Lemóvios.
O grupo de arqueólogos Dębczyn encontrou uma habitação desta tribo na costa do Mar Báltico, na região conhecida hoje como Pomerânia, e que tem a sua construção antes do período migratório. Tendo-se em conta, estes restos arqueológicos, acredita-se que os Lemóvios teriam sido vizinhos dos Rúgios e que, entre seus remanescentes [comuns], encontram-se os Widsith 's Glommas. Tanto o termo "Lemovii" quanto o "Glommas", tem uma mesma significação etimológica e querem dizer "os latidos." As Sagas germânicas relatam uma batalha na ilha de Hiddensee entre o rei Hotel Carabela (Hethin, Heodin do Glommas) e rei Rugio Hagen, na sequência do rapto da princesa Hilde, filha de Hagen, por Carabela. No entanto, existem também outras hipóteses sobre a localização dos Lemóvios, e que atestam sua, tanto quanto dos Glommas, como provável, mas não certa.
O Lemóvios também foram relacionados com os Turcilíngios, por Jordanes e juntamente com os Rúgios, por Ptolomeu assim como muitas outras hipóteses.